# SunB
선비는 대한민국의 의사 & DJ, 프로듀서 & 모델이다. 본명은 천재현으로 소속사는 옴니사운드코리아이다.

## 2. 방송 및 언론

### 방송
- 2016 SBS 라디오 - "유영미의 마음은 언제나 청춘"
- 2024 태국 Nation TV - The Health Guardians

### 언론
- 2022년 1월 BNT News[1]
- 2022년 7월 BNT News[2][3][4]
- 2023년 11월 BNT News[5]
- 2024년 9월 더믹스매거진 9월호 표지모델[6]
- 2025년 1월 더믹스매거진 1월호[7]

## 수상
- 2019 미스터인터내셔널코리아 특별상
- 2022 한류인플루언서대상어워즈 멀티테이너부문
- 2022 한국을 빛낸 자랑스런 한국인 대상 크리에이터부문 대상
- 2022 제30회 대한민국문화연예대상 인플루언서 홍보대사
- 2023 대한민국 베스트브랜드 어워즈 스킨&쁘띠성형부문 대상
- 2023 제6회 대한민국을 빛낸 13인 대상 특별상 부문 국제인플루언서 대상
- 2024 대한민국 메디컬 브랜드 대상 최소절개/비절개 성형 부문
- 2024년 서울특별시의회 의장상

## 음악
- 2022 LIike that
- 2023 Warrior, Signal, Gravity, Trick Or Treat
- 2024 The One (feat. 릴리비 liliby)
- 2025 Hypnotic, Dessert Dance remix (Kimmiso)